# Dalstjärnet (Ödskölts socken, Dalsland)
Dalstjärnet är en sjö i Bengtsfors kommun i Dalsland och ingår i Göta älvs huvudavrinningsområde. Sjön har en area på 0,0761 kvadratkilometer och ligger 176 meter över havet.

## Delavrinningsområde
Dalstjärnet ingår i det delavrinningsområde (653142-129270) som SMHI kallar för Mynnar i Iväg. Medelhöjden är 169 meter över havet och ytan är 8,95 kvadratkilometer. Det finns inga avrinningsområden uppströms utan avrinningsområdet är högsta punkten. Vattendraget som avvattnar avrinningsområdet har biflödesordning 4, vilket innebär att vattnet flödar genom totalt 4 vattendrag innan det når havet efter 206 kilometer. Avrinningsområdet består mestadels av skog (79 procent). Avrinningsområdet har 0,39 kvadratkilometer vattenytor vilket ger det en sjöprocent på 4,3 procent.